# Neotrichaphodioides woytkowskii
Neotrichaphodioides woytkowskii är en skalbaggsart som beskrevs av Dellacasa, Dellacasa och Paul E.Skelley 2010. Neotrichaphodioides woytkowskii ingår i släktet Neotrichaphodioides och familjen Aphodiidae. Inga underarter finns listade i Catalogue of Life.